# Kanton Crépy-en-Valois
Der Kanton Crépy-en-Valois ist seit 1790 ein französischer Wahlkreis im Arrondissement Senlis, im Département Oise und in der Region Hauts-de-France; sein Hauptort ist Crépy-en-Valois.

## Gemeinden
Der Kanton besteht aus 25 Gemeinden mit insgesamt 33.881 Einwohnern (Stand: 1. Januar 2022) auf einer Gesamtfläche von 240,83 km²:
| Gemeinde                | Einwohner 1. Januar 2022 | Fläche km² | Dichte Einw./km² | Code INSEE | Postleitzahl |
| ----------------------- | ------------------------ | ---------- | ---------------- | ---------- | ------------ |
| Auger-Saint-Vincent     | 521                      | 13,97      | 37               | 60027      | 60800        |
| Béthancourt-en-Valois   | 206                      | 4,12       | 50               | 60066      | 60129        |
| Béthisy-Saint-Martin    | 992                      | 9,82       | 101              | 60067      | 60320        |
| Béthisy-Saint-Pierre    | 3.133                    | 6,53       | 480              | 60068      | 60320        |
| Bonneuil-en-Valois      | 976                      | 12,81      | 76               | 60083      | 60123        |
| Crépy-en-Valois         | 14.243                   | 16,28      | 875              | 60176      | 60800        |
| Duvy                    | 417                      | 8,51       | 49               | 60203      | 60800        |
| Éméville                | 285                      | 1,84       | 155              | 60207      | 60123        |
| Feigneux                | 451                      | 11,41      | 40               | 60231      | 60800        |
| Fresnoy-la-Rivière      | 681                      | 6,81       | 100              | 60260      | 60127        |
| Gilocourt               | 629                      | 6,93       | 91               | 60272      | 60129        |
| Glaignes                | 364                      | 5,42       | 67               | 60274      | 60129        |
| Morienval               | 1.055                    | 25,74      | 41               | 60430      | 60127        |
| Néry                    | 646                      | 16,34      | 40               | 60447      | 60320        |
| Orrouy                  | 587                      | 16,14      | 36               | 60481      | 60129        |
| Rocquemont              | 118                      | 6,26       | 19               | 60543      | 60800        |
| Russy-Bémont            | 237                      | 9,75       | 24               | 60561      | 60117        |
| Saintines               | 1.062                    | 2,87       | 370              | 60578      | 60410        |
| Saint-Vaast-de-Longmont | 647                      | 4,90       | 132              | 60600      | 60410        |
| Séry-Magneval           | 272                      | 6,02       | 45               | 60618      | 60800        |
| Trumilly                | 521                      | 12,94      | 40               | 60650      | 60800        |
| Vauciennes              | 700                      | 6,36       | 110              | 60658      | 60117        |
| Vaumoise                | 1.000                    | 3,13       | 319              | 60661      | 60117        |
| Verberie                | 3.858                    | 15,05      | 256              | 60667      | 60410        |
| Vez                     | 280                      | 10,88      | 26               | 60672      | 60117        |
| Kanton Crépy-en-Valois  | 33.881                   | 240,83     | 141              | 6009       | –            |

Bis zur Neuordnung bestand der Kanton Crépy-en-Valois aus den 28 Gemeinden Auger-Saint-Vincent, Bachivillers, Béthancourt-en-Valois, Béthisy-Saint-Martin, Béthisy-Saint-Pierre, Boissy-le-Bois, Boubiers, Bonneuil-en-Valois, Crépy-en-Valois, Duvy, Éméville, Feigneux, Fresnoy-la-Rivière, Gilocourt, Glaignes, Morienval, Néry, Ormoy-Villers, Orrouy, Rocquemont, Rouville, Russy-Bémont, Saintines, Séry-Magneval, Trumilly, Vauciennes, Vaumoise und Vez. Sein Zuschnitt entsprach einer Fläche von 238,25 km2.